# Polnischer Positivismus
Der Polnische Positivismus bezeichnet sowohl eine literarische und künstlerische Strömung als auch eine soziokulturelle Bewegung in Polen in der zweiten Hälfte des 19. Jahrhunderts. Sie ging mit der polnischen Bewegung einher, deren Opposition sich gegen die russische, preußische und österreichische Aufteilung Polens richtete. Er umfasst den Zeitraum vom Januaraufstand (1863–1864) bis zu den Anfängen der 1890er Jahre hinein und ist mit den sozialpolitischen Ereignissen jener Zeit eng verknüpft.

## Hintergrund
Polen war nach dem Januaraufstand 1863/1864 russifiziert und germanisiert worden; Verwaltungsbeamte, Lehrer und Polizisten waren Russen, Preußen oder Österreicher. Die Verwendung der polnischen Sprache in Zeitungen, Büchern und Schulen war untersagt. Eine Ausnahme stellte Galizien dar. Die Positivisten organisierten polnischen Sprachunterricht und gründeten die „Fliegenden Universitäten“, wo in heimlichen Zusammenkünften soziale, naturwissenschaftliche und medizinische Themen diskutiert wurden.
Nachdem der Januaraufstand gegen die russische Besatzungsmacht im Jahr 1863/1864 blutig niedergeschlagen worden war, verbreitete sich unter den Polen die Überzeugung, dass die Fremdherrschaft in Polen nicht durch eine militärische Auseinandersetzung zu besiegen sei, sondern in der organischen Arbeit und im konstruktiven Patriotismus, was eine Gegenströmung zu dem bisherigen in der Zeit der Romantik geprägten Ideal des Freiheitskampfes darstellte. Inspiriert vom Hauptwerk "Positive Philosophie" des französischen Philosophen Auguste Comte, sahen sie den geeigneteren Weg darin, durch die solidarische Mitarbeit aller gesellschaftlichen Schichten das polnische Nationalbewusstsein und die polnische Bevölkerung durch den Zugang aller Bürger zur Bildung, wirtschaftlichen Aufschwung und Verbesserung der Lebensbedingungen zu stärken. Sie selber nannten sich "Positivisten". Zu den weiteren Postulaten des polnischen Positivismus gehörte die Bildung einer neuen Gesellschaft auf kapitalistischer säkularer Grundlage, die Emanzipation der Frauen, die Assimilierung der Juden und ein Entgegenwirken der Germanisierung, die Folge der Bismarck´schen Politik („Kulturkampf“) war.
Dies beweist, dass sich der Positivismus als eine europäische Bewegung nicht auf die Erkenntnistheorie beschränkte, sondern auch sozio-politische Aspekte umfasste. Ungeachtet der internationalen Netzwerke, über welche die Verbreitung funktionierte, passte sich der Positivismus in das Umfeld einer nationalen Gesellschaft und Kultur in jeweils ganz unterschiedlicher Weise an. Das zeigt sich auch im Falle des meist nur durch Lenins Materialismus und Empiriokritizismus bekannten Positivismus in der russischen Philosophie.

## Polnische Literatur des Positivismus
In der Literatur des polnischen Positivismus dominieren kleine epische Formen wie Novellen, Erzählungen oder Skizzen. Die Schriftsteller sahen in der Literatur in erster Linie ein Instrument, um ausgewählte Probleme sozialer oder moralischer Natur darzustellen.

### Warschauer Positivismus
Die bedeutendsten Literaten des Positivismus (Orzeszkowa, Prus, Świętochowski, Sienkiewicz, Faleński, Sygietyński) waren im russischen Teilungsgebiet und in Warschau als literarisches Zentrum tätig. Der Zeit des Warschauer Positivismus hat vor allem Bolesław Prus in seinen dem Realismus treuen Romanen ein Denkmal gesetzt. Allen voran ist hier der Roman „Lalka“ zu nennen, in dem Prus den Werdegang und den Fall des fiktiven Warschauer Unternehmers Stanislaw Wokulski beschreibt. Ein anderer Vertreter des Warschauer Positivismus, Henryk Sienkiewicz, erhielt 1905 den Literaturnobelpreis.

### Autoren des polnischen Positivismus
- Bolesław Prus (1847–1912)
- Eliza Orzeszkowa (1842–1910)
- Maria Konopnicka (1842–1910)
- Adolf Dygasiński (1839–1902)
- Ludwika Godlewska (1863–1901)
- Wiktor Gomulicki (1848–1919)
- Maria Rodziewiczówna (1863–1944)
- Henryk Sienkiewicz (1846–1916)
- Antoni Sygietyński (1850–1923)
- Aleksander Świętochowski (1849–1938)
- Gabriela Zapolska (1857–1921)
- Adam Asnyk (1838–1897)
- Maria Ilnicka (1825 lub 1827–1897)
- Felicjan Faleński (1825–1910)
- Aleksander Michaux (1839–1895)
- Wacław Rolicz-Lieder (1866–1912)
- Michał Bałucki (1837–1901)
- Józef Bliziński (1827–1893)
- Edward Lubowski (1837–1923)
- Józef Narzymski (1839–1872)
- Zygmunt Sarnecki (1837–1922)
- Józef Szujski (1835–1883)
- Stefan Żeromski (1864–1925)
- Kazimierz Zalewski (1849–1919)